# Yang Xiong (pisac)
Yang Xiong (53. pr. Kr. – 18. pr. Kr.) bio je kineski taoistički pjesnik iz pisac rodom iz današnjeg Chengdua. Na kineskom se njegovo ime piše 揚雄, ali se često pogrešno navodi kao 楊雄 u povjesnim dokumentima kao što je Sancai Tuhui.
Yang se kao filozof smatra materijalistom. Za razliku od Mencija (4. stoljeće pr. Kr.) nije pisao kako su ljudi po svojoj prirodi dibri, niti da su kao Xunzi (cca. 300–230. pr. Kr.) po svojoj prirodi zli, nego da nastaju kao mješavina i jednog i drugog. Među djelima mu se ističe molitvenik pod nazivom Taixuan (太玄, "Velika misterija"), antologija Fayan (法言, "Rijeli po kojima treba živjeti") i Fangyan, prvi rječnik kineskih dijalekata. Bio je bliski suradnik dvorskog funkcionara i filozofa Huan Tana.

## Vanjske poveznice
- Yang Xiong, Internet Encyclopedia of Philosophy biography
- Yang Xiong, Qin Shi Bu (琴史補; "Appended History of the Guqin") article